# Campionato moldavo di calcio a 5
Il campionato di calcio a 5 della Moldavia, detta Divizia Nationala, è la massima competizione moldava di calcio a 5 organizzata dalla Federazione calcistica della Moldavia.

## Storia
Il campionato moldavo ha preso il via nel 2000 con la composizione di quattro gironi comprendenti in tutto 52 formazioni. La fase finale che vide impegnate otto squadre si svolse nella capitale Chișinău tra il 27 ed il 29 aprile del 2001 e vide trionfare nella finale il Memfis Tiraspol che batté con un secco 7-0 i capitolini del Acvila Chișinău.
La forte risposta del primo campionato ha portato alla creazione subito nella successiva stagione 2001-02 di una prima divisione a girone unico. A partire dal secondo campionato sono anche emersi i valori che hanno contraddistinto negli anni seguenti il torneo Zarea Bălți e Camelot Chisinau: la prima ha vinto nelle sue quattro apparizioni in campionato due titoli e una coppa di Moldavia, mentre il Camelot ha portato a casa tre campionati nei successivi quattro anni, vincendo anche una Coppa di Moldavia.
La stagione 2007-08 ha visto invece rotta l'egemonia del Camelot non iscrittosi alla prima divisione, vinta dalla Dinamo Chișinău.
Dallo stesso anno in cui è partito il campionato, in terra maltese si disputa anche la coppa nazionale, che solamente Toligma Chișinău e Tornado Chișinău hanno vinto due volte.

## Albo d'oro
| Stagione  | Campionato          | Coppa               |
| --------- | ------------------- | ------------------- |
| 2000-2001 | Memfis Tiraspol     | Memfis Tiraspol     |
| 2001-2002 | Zarea Bălți         | Memfis Tiraspol     |
| 2002-2003 | Zarea Bălți         | Zarea Bălți         |
| 2003-2004 | Camelot Chișinău    | Toligma Chișinău    |
| 2004-2005 | Camelot Chișinău    | Camelot Chișinău    |
| 2005-2006 | Toligma Chișinău    | Toligma Chișinău    |
| 2006-2007 | Camelot Chișinău    | Tornado Chișinău    |
| 2007-2008 | Dinamo Chișinău     | Tornado Chișinău    |
| 2008-2009 | Tornado Chișinău    | Aset-Unita Straseni |
| 2009-2010 | Tornado Chișinău    | Lexmax              |
| 2010-2011 | Tornado Chișinău    | Lexmax              |
| 2011-2012 | Lexmax              | Lexmax              |
| 2012-2013 | Lexmax              | JLC                 |
| 2013-2014 | Lexmax              | Tarsus              |
| 2014-2015 | Progress            | Progress            |
| 2015-2016 | Classic             | Progress            |
| 2016-2017 | Classic             | Classic             |
| 2017-2018 | Dinamo Chișinău     | Dinamo Chișinău     |
| 2018-2019 | Dinamo Chișinău     | Dinamo Chișinău     |
| 2019-2020 | Edizione interrotta | Edizione interrotta |
| 2020-2021 | Dinamo Chișinău     | ?                   |
| 2021-2022 | Nistru-Chișinău     | ?                   |

### Supercoppa
| Stagione | Vincitore        | Finalista |
| -------- | ---------------- | --------- |
| 2010     | Tornado Chișinău | Lexmax    |
| 2013     | JLC              | Lexmax    |
| 2015     | Progress         | Lexmax    |
| 2016     | Classic          | Progress  |
| 2017     | Classic          | Rimbcom   |
| 2018     | Dinamo Chișinău  | Classic   |

## Vittorie per club

### Campionato
| Titoli | Squadra          | Anni                   |
| ------ | ---------------- | ---------------------- |
| 4      | Dinamo Chișinău  | 2008, 2018, 2019, 2021 |
| 3      | Camelot Chișinău | 2004, 2005, 2007       |
| 3      | Tornado Chișinău | 2009, 2010, 2011       |
| 3      | Lexmax           | 2012, 2013, 2014       |
| 2      | Zarea Bălți      | 2002, 2003             |
| 2      | Classic          | 2016, 2017             |
| 1      | Memfis Tiraspol  | 2001                   |
| 1      | Toligma Chișinău | 2006                   |
| 1      | Progress         | 2015                   |
| 1      | Nistru-Chișinău  | 2022                   |

### Coppa
| Titoli | Squadra             | Anni             |
| ------ | ------------------- | ---------------- |
| 3      | Lexmax              | 2010, 2011, 2012 |
| 2      | Memfis Tiraspol     | 2001, 2002       |
| 2      | Toligma Chișinău    | 2004, 2006       |
| 2      | Tornado Chișinău    | 2007, 2008       |
| 2      | Progress            | 2015, 2016       |
| 2      | Dinamo Chișinău     | 2018, 2019       |
| 1      | Zarea Bălți         | 2003             |
| 1      | Camelot Chișinău    | 2005             |
| 1      | Aset-Unita Straseni | 2009             |
| 1      | JLC                 | 2013             |
| 1      | Tarsus              | 2014             |
| 1      | Classic             | 2017             |

### Supercoppa
| Titoli | Squadra          | Anni       |
| ------ | ---------------- | ---------- |
| 2      | Classic          | 2016, 2017 |
| 1      | Tornado Chișinău | 2010       |
| 1      | JLC              | 2013       |
| 1      | Progress         | 2015       |
| 1      | Dinamo Chișinău  | 2018       |